# Morozivske, Vasîlkivka
Morozivske (în ucraineană Морозовское) este un sat în comuna Pavlivka din raionul Vasîlkivka, regiunea Dnipropetrovsk, Ucraina.

## Demografie
Componența lingvistică a localității Morozivske
     Ucraineană (96,3%)
     Rusă (3,7%)
Conform recensământului din 2001, majoritatea populației localității Morozivske era vorbitoare de ucraineană (96,3%), existând în minoritate și vorbitori de rusă (3,7%).